# Giuseppe Jappelli
Giuseppe Jappelli (14. května 1783 Benátky – 8. května 1852 tamtéž) byl italský architekt v období neoklasicismu.
Studoval na Accademia Clementina v Bologni. V letech 1836–7 cestoval po Francii a Anglii. Jeho nejznámějším dílem je Pedrocchi Café v Padově. Pro Padovu navrhl také budovu jatek, vězení a univerzitní objekty. Věnoval se i zahradní architektuře.